# 長南面
長南面（チャンナムめん、장남면）は韓国京畿道漣川郡南西部に位置する面。

## 歴史
元々、母体の長県内面（장현내면）に板浮里、自作里、古邑里の3つの里があった。1914年4月1日府郡面統廃合によって、古南面の元堂里と長西面の貫松里、伴程里を併合して長南面が新設され、元堂里、自作里、板浮里、高浪浦里、伴程里の5里を管轄していた。当時、長南面の面役所所在地は高浪浦里で、朝鮮戦争前までに同地に置かれた。
1945年解放後に自作里と板浮里の一部は38度線北部に位置して、共産統治下に置かれ、戦争後にも、長南面全域が軍事境界線と隣接する民間人統制区域の中に入っており、1954年の「収復地区臨時行政措置法」により収復地区が、1963年1月1日の「収復地区と同隣接地区の行政区域に関する臨時措置法」により38度線以南地区が、それぞれ漣川郡百鶴面に編入された。1965年4月30日、元堂里に元堂出張所を設置し、行政業務を管轄していたが、1970年元堂里を3里で分割し、1980年元堂3里（12班）から自作里が分離された。1989年4月1日、元堂2里にあった元堂出張所が元堂面に昇格した。
長南面は元堂里と自作里地域だけが民間人の入居が許可されており、それ以外の地域は出入営農が可能な地域と軍事分界線を含む緩衝地帯に置かれており、面の東側は白鶴面、南側は坡州市積城面、西側は坡州市津東面、北側は休戦線と隣接している。 2018年、長南面事務所が行政福祉センターに名称が変更された。
| 法定里   | ハングル | 行政里                    | 備考           |
| -------- | -------- | ------------------------- | -------------- |
| 元堂里   | 원당리   | 元堂1里、元堂2里、元堂3里 | 面事務所所在地 |
| 自作里   | 자작리   | 自作里                    |                |
| 板浮里   | 판부리   |                           | 居住人口なし   |
| 高浪浦里 | 고랑포리 |                           |                |
| 伴程里   | 반정리   |                           |                |

## 官公署
- 漣川消防署長南119地域隊
- 長南保健支所
- 長南面住民自治センター

## 文化財
- 漣川敬順王陵 - 高浪浦里にある。史跡第244号
- 雲城府院君墓 - 伴程里にある。漣川郡郷土文化財第4号